# Де Бьязи, Джанни
Джанни Де Бьязи (итал. Gianni De Biasi; род. 16 июня 1956, Сармеде, Венеция) — итальянский футболист и футбольный тренер.

## Карьера игрока
Де Бьязи в качестве полузащитника начинал свою профессиональную карьеру в миланском «Интере». Но будучи игроком главной команды, он не провёл за нерадзурри ни одного матча и был отдан в аренду клубу Серии C «Реджана» в 1975 году. Год спустя он перешёл в «Пескару», тогдашнего новичка Серии A. В 1977 году Де Бьязи был продан в команду «Брешиа», что являлось частью компенсации за переход в «Интер» Эваристо Беккалосси. Из 5 сезонов Де Бьязи в этом клубе лишь один «Брешиа» провела в Серии A. В 1983 году он перебрался в «Палермо», где играл в Серии В и Серии С, пока летом 1986 года сицилийский клуб не был исключён из Серии В из-за финансовых проблем. Следующий сезон Де Бьязи провёл в «Виченце», а затем 2 года выступал в Серии C2 за клуб «Тревизо». В 1990 году Де Бьязи завершил свою карьеру футболиста, будучи игроком команды Серии D «Бассано Виртус».

## Тренерская карьера
В сентябре 2017 года возглавил «Алавес», из которого был уволен 27 ноября того же года.
С августа 2020 года по ноябрь 2023 года возглавлял сборную Азербайджана по футболу.

## Личная жизнь
28 марта 2015 года Де Бьязи получил албанское гражданство, сохранив при этом и итальянское.

## Достижения

### Достижения в качестве игрока
Палермо
- Победитель Серии C1: 1984/85

### Достижения в качестве тренера
СПАЛ
- Победитель Серии C2: 1997/98

 Модена
- Победитель Серии C: 2000/01

### Личные
- Серебряная скамья: 2000/01